# Парламентские выборы в Японии (2024)
Досрочные парламентские выборы 2024 года в Японии прошли 27 октября из-за досрочного роспуска Палаты представителей премьер-министром Сигэрой Исибой. Голосование прошло во всех одномандатных округах, а также по пропорциональной системе (по партийным спискам), для назначения 465 членов Палаты представителей, нижней палаты парламента Японии.
Выборы состоялись всего через месяц после того, как Исиба занял пост премьер-министра, одержав победу в напряжённой борьбе на выборах председателя партии 27 сентября после отставки Фумио Кисиды с поста лидера партии из-за его низкого рейтинга одобрения на фоне общепартийного скандала с коррупцией, связанного с тайным фондом.

## Предыстория

### Отставка Кисиды

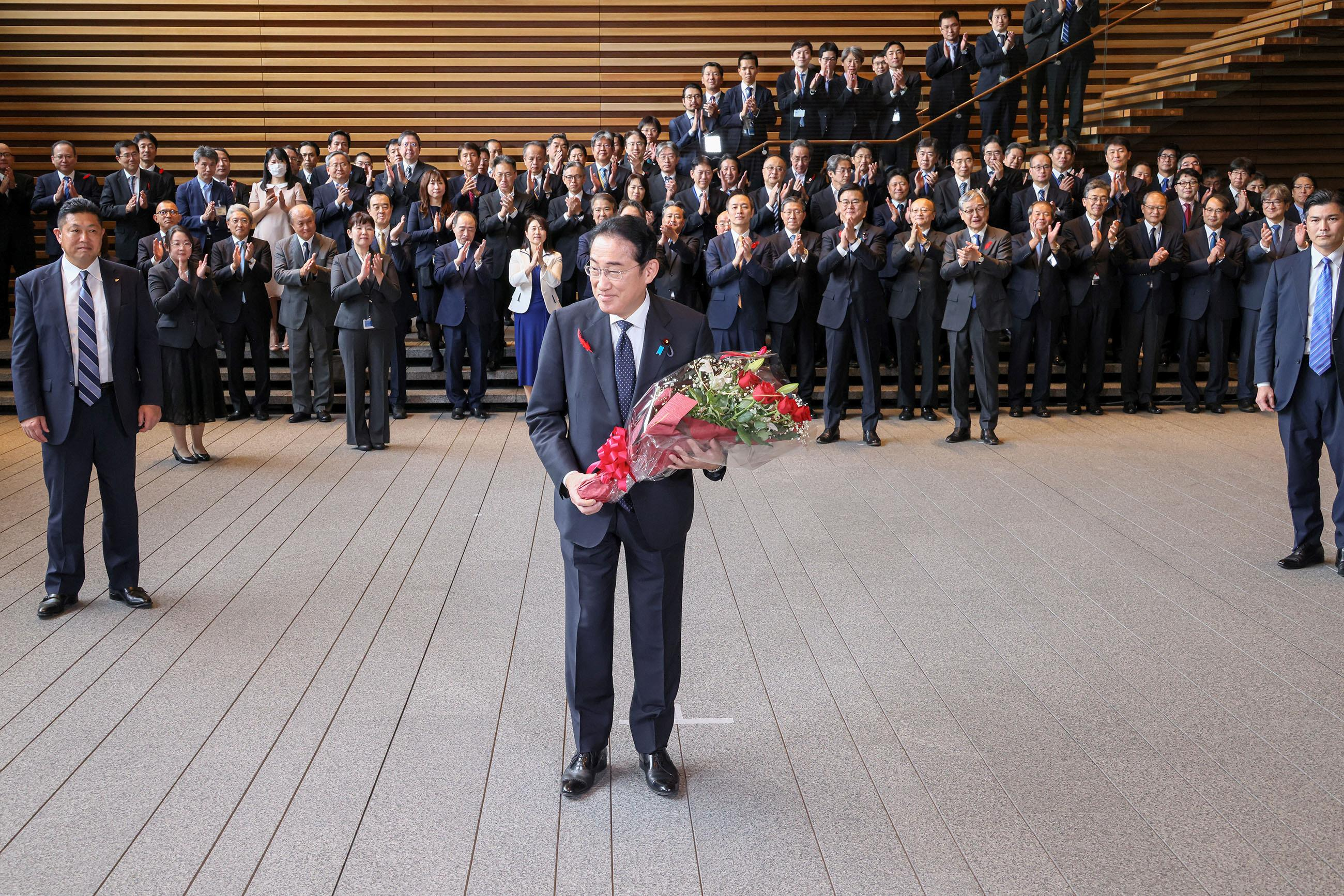
Премьер-министр Фумио Кисида уходит в отставку 1 октября.

После последних парламентских выборов в 2021 году премьер-министр Фумио Кисида оказался втянут в ряд политических кризисов, первым из которых стало убийство бывшего премьер-министра Синдзо Абэ в 2022 году, что привело к усилению внимания к обвинениям, связанным с Церковью объединения и её связью с «Либерально-демократической партией» (ЛДП). Тесные отношения между партией и церковью привели к падению рейтинга одобрения кабинета Кисиды, а также к первой перестановке в его кабинете 10 августа и второй перестановке в сентябре 2023 года с целью отстранения членов кабинета, связанных с церковью.
Правительство Кисиды ещё больше пострадало от общепартийного скандала с коррупцией в конце 2023 года, в результате которого рейтинг одобрения упал до 23 процентных пункта по состоянию на 13 декабря 2023 года. Это стало самым низким показателем среди премьер-министров с момента возвращения ЛДП к власти в 2012 году. К 22 декабря рейтинг одобрения Кисиды снизился до 17 %. 18 января 2024 года Кисида объявил о своём намерении распустить фракцию «Котикай» в результате скандала. На следующий день, 19 января, фракции «Сисуйкай» и «Сэйва Сэйсаку Кэнкюкай» также объявили о своём роспуске.
Кисида так и не оправился от рекордно низких рейтингов одобрения на фоне последствий скандала. Его партия потеряла все три места, по которым прошли довыборы в 2024 году, которые ранее занимали ЛДП или независимые кандидаты, связанные с ЛДП. 14 августа 2024 года Кисида объявил, что уйдёт с поста председателя партии, тем самым не добиваясь переизбрания в сентябре.

### Призыв Исибы к досрочным выборам

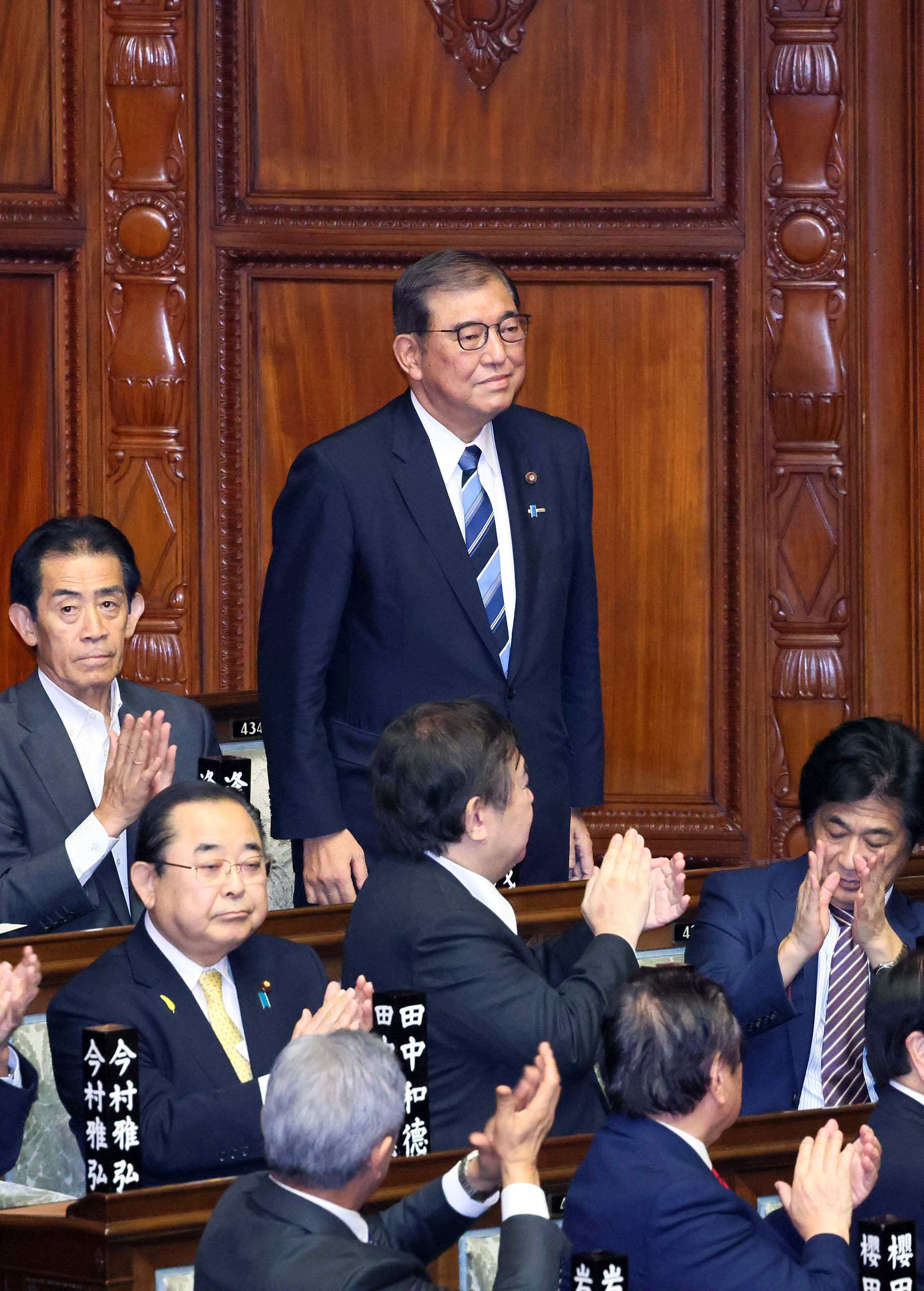
1 октября парламент избирает Сигэру Исибу новым премьер-министром.

30 сентября 2024 года бывший министр обороны Сигэру Исиба, победивший в напряжённых выборах председателя партии 27 сентября, официально объявил, что назначит досрочные выборы на 27 октября, за год до истечения текущего срока полномочий, чтобы завоевать доверие народа. После его инаугурации в качестве премьер-министра 1 октября Палата представителей была распущена 9 октября, а выборы были объявлены 15 октября. Голосование было назначено на 27 октября.
Выборы проводятся после замены основных лидеров Либерально-демократической партии. ЛДП избрала Исибу новым лидером 27 сентября, а Конституционно-демократическая партия (КДП) избрала председателем бывшего премьер-министра Ёсихико Ноду 23 сентября. В свою очередь, Нобуюки Баба возглавил Партию инноваций 30 ноября 2021 года, а Кэйити Исии был избран лидером «Комэйто» 28 сентября. Томоко Тамура стала лидером Коммунистической партии 18 января 2024 года. Это первый случай с 2012 года, когда все три ведущие партии в парламенте сменяют руководство, в преддверии следующих выборов.
Очередные выборы в Палату советников, верхнюю палату национального законодательного органа, которая не может быть распущена и, таким образом, действует на фиксированных условиях, состоятся в 2025 году. Однако 27 октября в Иватэ пройдут дополнительные выборы в Палату советников. На префектурном уровне выборы губернаторов в Тояме и Окаяме также назначены на 27 октября.

## Избирательная система
465 мест в Палате представителей распределяются посредством параллельного голосования: 289 членов избираются в одномандатных округах с использованием системы относительного большинства, в то время как 176 членов избираются в 11 многомандатных округах с использованием пропорционального представительства по партийным спискам. Кандидатам разрешено баллотироваться в избирательном округе и присутствовать в партийном списке, так что если они проиграют выборы в своём избирательном округе, они всё равно могут быть избраны по пропорционально распределённым местам. Однако, если такой двойной кандидат набирает менее 10% голосов в своём мажоритарном избирательном округе, он также дисквалифицируется как пропорциональный кандидат.

## Опросы общественного мнения

Средняя кривая опросов о партийных предпочтениях на следующих парламентских выборах в Японии со средним значением за 7 дней:

## Результаты
|                                                              |                                                                 |                      |                      |                      |                          |                          |                          |            |       |
| Партия                                                       | Партия                                                          | По партийным спискам | По партийным спискам | По партийным спискам | По одномандатным округам | По одномандатным округам | По одномандатным округам | Всего мест | +/–   |
| Партия                                                       | Партия                                                          | Голосов              | %                    | Мест                 | Голосов                  | %                        | Мест                     | Всего мест | +/–   |
|                                                              | Либерально-демократическая партия                               | 14 582 690           | 26,73                | 59                   | 20 867 762               | 38,46                    | 132                      | 191        | ▼69   |
|                                                              | Конституционно-демократическая партия                           | 11 564 217           | 21,20                | 44                   | 15 740 860               | 29,01                    | 104                      | 148        | ▲52   |
|                                                              | Партия инноваций                                                | 5 105 127            | 9,36                 | 15                   | 6 048 104                | 11,15                    | 23                       | 38         | ▼3    |
|                                                              | Демократическая партия для народа                               | 6 172 427            | 11,32                | 17                   | 2 349 584                | 4,33                     | 11                       | 28         | ▲17   |
|                                                              | Комэйто                                                         | 5 964 415            | 10,93                | 20                   | 730 401                  | 1,35                     | 4                        | 24         | ▼8    |
|                                                              | Рэйва Синсэнгуми                                                | 3 805 060            | 6,98                 | 9                    | 425 445                  | 0,78                     | 0                        | 9          | ▲6    |
|                                                              | Коммунистическая партия                                         | 3 362 966            | 6,16                 | 7                    | 3 695 807                | 6,81                     | 1                        | 8          | ▼2    |
|                                                              | Партия политического участия                                    | 1 870 347            | 3,43                 | 3                    | 1 357 189                | 2,50                     | 0                        | 3          | новая |
|                                                              | Консервативная партия Японии                                    | 1 145 622            | 2,10                 | 2                    | 95 613                   | 0,18                     | 1                        | 3          | новая |
|                                                              | Социал-демократическая партия                                   | 934 598              | 1,71                 | 0                    | 283 287                  | 0,52                     | 1                        | 1          | ▬     |
|                                                              | Партия сотрудничества                                           | 23 784               | 0,04                 | 0                    | 29 275                   | 0,05                     | 0                        | 0          | ▬     |
|                                                              | Ассоциация рассмотрения вопроса о системе эвтаназии             | 18 455               | 0,03                 | 0                    |                          |                          |                          | 0          | новая |
|                                                              | Исихама                                                         |                      |                      |                      | 21 671                   | 0,04                     | 0                        | 0          | новая |
|                                                              | Группа мстителей Кавагути                                       |                      |                      |                      | 9 348                    | 0,02                     | 0                        | 0          | новая |
|                                                              | Партия третьего пути                                            |                      |                      |                      | 6 033                    | 0,01                     | 0                        | 0          | новая |
|                                                              | Партия, которая положит конец Либерально-демократической партии |                      |                      |                      | 4 424                    | 0,01                     | 0                        | 0          | новая |
|                                                              | Партия сердца                                                   |                      |                      |                      | 1 749                    | 0,00                     | 0                        | 0          | новая |
|                                                              | Деньги для всех                                                 |                      |                      |                      | 530                      | 0,00                     | 0                        | 0          | новая |
|                                                              | Другие партии                                                   |                      |                      |                      | 60 224                   | 0,11                     | 0                        | 0          | ▬     |
|                                                              | Независимые кандидаты                                           |                      |                      |                      | 2 534 571                | 4,67                     | 12                       | 12         | ▬     |
| Общая информация                                             |                                                                 |                      |                      |                      |                          |                          |                          |            |       |
| Действительные голоса                                        | Действительные голоса                                           | 54 549 720           | 97,53                |                      | 54 261 877               | 97,01                    |                          |            |       |
| Пустые и недействительные голоса                             | Пустые и недействительные голоса                                | 1 379 079            | 2,47                 |                      | 1 672 577                | 2,99                     |                          |            |       |
| Всего                                                        | Всего                                                           | 55 928 799           | 100,00               | 176                  | 55 934 454               | 100,00                   | 289                      | 465        | ▬     |
| Зарегистрировано избирателей/явка                            | Зарегистрировано избирателей/явка                               | 103 880 749          | 53,84                |                      | 103 880 749              | 53,84                    |                          |            |       |
| Источники: Министерство внутренних дел и коммуникаций Японии |                                                                 |                      |                      |                      |                          |                          |                          |            |       |

## Последствия
Премьер-министр Исиба признал, что его Либерально-демократическая партия (ЛДП) в результате выборов «получает суровое осуждение» от народа. Он также выразил желание остаться на своей должности, заявив на пресс-конференции, что «выполнит свои обязанности, решая текущие серьёзные проблемы». Премьер-министр добавил, что «крайне важно, чтобы люди осознали, что ЛДП заметно изменилась».
Синдзиро Коидзуми ушёл в отставку с поста председателя Комитета по избирательной стратегии ЛДП 28 октября, чтобы взять на себя ответственность за провальные результаты партии. Хидэки Макихара, действующий министр юстиции, проигравший в 5-м округе Сайтамы и не получивший место по партийному списку, заявил о своём намерении уйти с поста министра.
Несмотря на решение Исибы остаться лидером партии, советники ЛДП Кими Онода и Хироси Ямада, а также бывший государственный министр экономической безопасности Такаюки Кобаяси, считающиеся близкими к бывшему государственному министру экономической безопасности Санаэ Такаити, которая была главным соперником Исибы на выборах председателя месяцем ранее, призвали руководителей партии взять на себя ответственность. Крупнейшие газеты «Санкэй симбун», «Ёмиури симбун» и «Асахи симбун» опубликовали в своих утренних выпусках редакционные статьи с призывами к Исибе уйти с поста премьер-министра, в то время как «Майнити симбун» подняла вопрос о целесообразности энтузиазма Исибы в отношении реформ. Опрос «Киодо Цусин» также показал 29 октября, что рейтинг одобрения кабинета Исибы упал с 50,7 % до выборов до 32,1 % после голосования, хотя только 28,6 % опрошенных заявили, что Исиба должен уйти в отставку, по сравнению с 65,7 % респондентов, которые посчитали это ненужным.
На центральном исполнительном заседании партии 31 октября лидер «Комэйто» Кэйити Исии, который потерял своё место в парламенте всего через месяц после того, как стал лидером партии, объявил о своей отставке.
«Партия инноваций», которая потеряла примерно три миллиона голосов по партийным спискам по сравнению с предыдущими выборами, также столкнулась с потоком критики со стороны членов местной ассамблеи в своей родной Осаке, которые раскритиковали первоначальное решение партии присоединиться к ЛДП в вопросе внесения поправок в Закон о контроле за политическими фондами. Группа префектурной ассамблеи «Осакская ассоциация реставрации» (региональная Партия инноваций) призвала руководителей партии взять на себя ответственность за худшие, чем ожидалось, результаты голосования и провести выборы руководства партии.

### Формирование правительства
После того, как результаты выборов показали, что коалиция ЛДП-«Комэйто» не добрала 18 мест до большинства, 28 октября на встрече с лидером «Комэйто» Кэйити Исии Исиба подтвердил продолжение работы прежней коалиции. Несмотря на исключение возможности формирования коалиции с оппозиционными партиями, Исиба выразил намерение добиться сотрудничества с Партией инноваций и Демократической партией для народа (ДПН) через «частичную коалицию», которая сотрудничает по отдельным политикам и законопроектам. 30 октября ЛДП также вернула в свою фракцию Хиросигэ Сэко, Кацуэй Хирасаву, Ясутоси Нисимуру и Коити Хагиуду, четырёх скандальных бывших членов, которые баллотировались как независимые и победили. Кроме того, партия пригласила двух независимых кандидатов, Сатоси Митадзоно и Кэна Хиросэ, которые баллотировались против кандидатов, поддерживаемых ЛДП. В результате коалиции ЛДП-«Комэйто» недостаёт всего 12 мест до большинства.
Лидер Конституционно-демократической партии (КДП) Ёсихико Нода заявил, что хочет отдать приоритет сотрудничеству с Партией инноваций, ДПН и КПЯ, которые подали вотум недоверия кабинету Исибы на недавней внеочередной сессии парламента. 30 октября Нода провёл переговоры с лидером Партии инноваций Нобуюки Бабой и лидером КПЯ Томоко Тамурой. Мидзухо Фукусима, лидер СДП, получившей только одно место, сообщила о «большой вероятности» голосования за Ноду на выборах премьер-министра.
И ДПН, и Партия инноваций исключили присоединение к правительству ЛДП-«Комэйто». Генеральный секретарь «Партии инноваций» Фудзита Фумитакэ выразил своё неодобрение присоединению к коалиционному правительству ЛДП-Комэйто или сотрудничеству с КДП, но заявил о своём намерении вести переговоры с каждой партией в отношении отдельных политик. Лидер ДПН Юитиро Тамаки заявил, что партия не исключает сотрудничества по определённым вопросам, но не присоединится к правящей коалиции. На своём исполнительном заседании 30 октября партия согласилась голосовать за лидера Юитиро Тамаки, даже в случае второго тура выборов. По данным Kyodo News, если состоится второй тур, то все голоса, отданные за Тамаки, станут недействительными, что пойдёт на пользу Исибе. В ходе встречи руководства ЛДП и ДПН 31 октября последняя потребовала пересмотреть годовой доходный барьер в размере 1,03 млн иен и вычеты из основного подоходного налога для облегчения налогового бремени в обмен на свою поддержку правительства ЛДП.
11 ноября Сигэру Исиба был переизбран на пост премьер-министра правительства меньшинства в ходе внеочередной сессии парламента с 221 голосом, победив Ёсихико Ноду, который получил 160 голосов. Это был первый случай с 1994 года, когда голосование потребовало двух туров. В тот же день первый кабинет Исибы ушёл в отставку, и был инаугурирован второй кабинет.

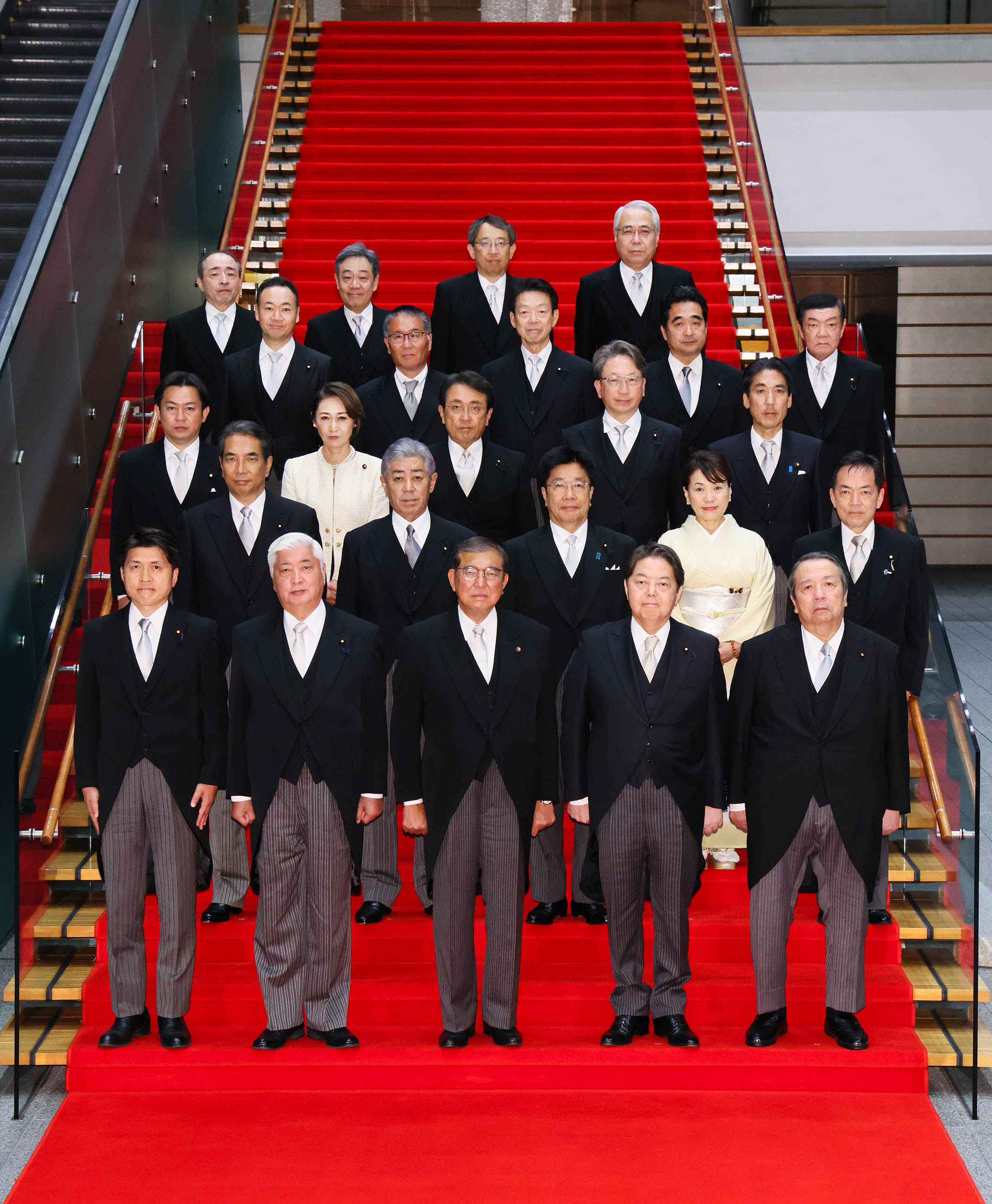
Второй кабинет Исибы 11 ноября 2024 года.

| Палата представителей | Палата представителей | Палата представителей                 | Палата представителей |
| Кандидат              | Кандидат              | Партия                                | Число голосов         |
| --------------------- | --------------------- | ------------------------------------- | --------------------- |
|                       | Сигэру Исиба          | Либерально-демократическая партия     | 221 из 465            |
|                       | Ёсихико Нода          | Конституционно-демократическая партия | 151 из 465            |
|                       | Нобуюки Баба          | Партия инноваций                      | 38 из 465             |
|                       | Юитиро Тамаки         | Демократическая партия для народа     | 28 из 465             |
|                       | Таро Ямамото          | Рэйва Синсэнгуми                      | 9 из 465              |
|                       | Томоко Тамура         | Коммунистическая партия               | 8 из 465              |
|                       | Сюдзи Кира            | Независимый (Ассоциация волонтёров)   | 4 из 465              |
|                       | Сохэй Камия           | Партия политического участия          | 3 из 465              |
|                       | Кавамура Такаси       | Консервативная партия                 | 3 из 465              |
| Источник              |                       |                                       |                       |

| Палата представителей | Палата представителей | Палата представителей                 | Палата представителей |
| Кандидат              | Кандидат              | Партия                                | Число голосов         |
| --------------------- | --------------------- | ------------------------------------- | --------------------- |
|                       | Сигэру Исиба          | Либерально-демократическая партия     | 221 из 465            |
|                       | Ёсихико Нода          | Конституционно-демократическая партия | 160 из 465            |
|                       | Испорченные бюллетени | Испорченные бюллетени                 | 84 из 465             |
| Источник              |                       |                                       |                       |

| Палата советников | Палата советников | Палата советников                     | Палата советников |
| Кандидат          | Кандидат          | Партия                                | Число голосов     |
| ----------------- | ----------------- | ------------------------------------- | ----------------- |
|                   | Сигэру Исиба      | Либерально-демократическая партия     | 142 из 242        |
|                   | Ёсихико Нода      | Конституционно-демократическая партия | 46 из 242         |
|                   | Нобуюки Баба      | Партия инноваций                      | 18 из 262         |
|                   | Юитиро Тамаки     | Демократическая партия для народа     | 11 из 242         |
|                   | Томоко Тамура     | Коммунистическая партия               | 11 из 242         |
|                   | Таро Ямамото      | Рэйва Синсэнгуми                      | 5 из 242          |
|                   | Такаэ Ито         | Демократическая партия для народа     | 1 из 242          |
|                   | Сохэй Камия       | Партия политического участия          | 1 из 242          |
|                   | Сюдзи Кира        | Независимый (Ассоциация волонтёров)   | 4 из 242          |
|                   | Тосимицу Мотэги   | Либерально-демократическая партия     | 1 из 242          |
|                   | Синсукэ Суэмацу   | Либерально-демократическая партия     | 1 из 242          |
| Источник          |                   |                                       |                   |